# سوپر لیگ فوتبال صربستان
سوپر لیگ فوتبال صربستان (به صربی: Суперлига Србије у фудбалу) معتبرترین لیگ فوتبال در کشور صربستان است که از سال ۲۰۰۶ تاکنون برگزار می‌شود. این لیگ از ۱۶ تیم که از سراسر کشور صربستان در آن شرکت می‌کنند برگزار می‌شود.
باشگاه فوتبال ستاره سرخ بلگراد با ۹ قهرمانی پرافتخارترین تیم این سری مسابقات به حساب می‌آید.

## پرافتخارترین باشگاه‌ها
| باشگاه           | قهرمانی | سال‌های قهرمانی                                       |
| ---------------- | ------- | ---------------------------------------------------- |
| پارتیزان         | ۸       | ۲۰۰۸، ۲۰۰۹، ۲۰۱۰، ۲۰۱۱، ۲۰۱۲، ۲۰۱۳، ۲۰۱۵، ۲۰۱۷       |
| ستاره سرخ بلگراد | ۹       | ۲۰۰۷، ۲۰۱۴، ۲۰۱۶، ۲۰۱۸، ۲۰۱۹، ۲۰۲۰، ۲۰۲۱، ۲۰۲۲، ۲۰۲۳ |